# Ponętów Górny
Ponętów Górny – dawna wieś w Polsce położona w województwie wielkopolskim, w powiecie kolskim, w gminie Olszówka.
W latach 1975–1998 miejscowość administracyjnie należała do województwa konińskiego.
Ponętów Górny jako pojedyncza jednostka administracyjna istniał do 31 grudnia 2008. Od 1 stycznia 2009 został podzielony na dwie samodzielne wsi: Ponętów Górny Pierwszy i Ponętów Górny Drugi.